# UTV Global Broadcasting
Pour les articles homonymes, voir UTV.
UTV Global Broadcasting est un groupe de télévision fondée en 2007 en Inde, une filiale d'UTV Software Communications.

## Historique
En novembre 1998, UTV acquiert une part majoritaire dans la société de distribution télévisuelle Vijay Television Ltd, créée le 30 mai 1996 et qui gère la chaîne de télévision Vijay TV, diffusée en continu en langue Tamoul en dehors de Madras.
En 2004, UTV Software Communications lance la chaîne Hungama TV. Le 28 juillet 2006, Disney annonce la signature d'un contrat prévoyant l'achat d'Hungama TV auprès d'UTV pour 30 millions de USD.
Le 6 juin 2007, UTV Software Communications fonde UTV Global Broadcasting dans le but de superviser ses activités de diffusion par satellite de chaînes de télévision en Inde. Le 24 septembre 2007, la chaîne Bindass est lancée.
Le 18 février 2008, UTV émet un lot d'actions sur le marché. À la suite, Disney annonce détenir 32,1 % du capital d'UTV après avoir acheté pour 203 millions de $ d'actions, ainsi que 15 % d'UTV Global Broadcasting, pour 30 millions de $. Le 22 février 2008, UTV lance les chaînes UTV Movies et UTV World Movies consacrées respectivement aux films de Bollywood et aux films étrangers. Le 8 août 2008, Disney poursuit ses achats de parts dans UTV avec l'achat de 15 % d'UTV Global Broadcasting. 
Le 11 février 2013, IndiaCast, regroupement en Inde de TV18 et Viacom, s'associe à UTV Global Broadcasting, filiale de Disney pour diffuser des chaînes de télévision. La nouvelle société détenue à 74 % par IndiaCast et 26 % par Disney UTV doit proposer les 35 chaînes de TV18, Viacom18, A&E Network et UTV Global Broadcasting.

## Chaînes
- UTV Bindass, chaîne lancée en septembre 2007 consacrée au public des 15-34 ans
- UTV Movies, chaîne lancée en février 2008 aux films indiens
- UTV World Movies, chaîne lancée en février 2008 consacrée aux films des autres pays du monde
- UTV Action, chaîne lancée en janvier 2010 consacrée aux films d'action, indiens ou non
- Bloomberg UTV, chaîne d'information lancée en 2008 sous le nom UTVi, en partenariat avec Bloomberg TV
- Genx Entertainment Ltd détenant 2 chaînes pour la jeunesse